# Dirk Lanzerath
Dirk Lanzerath (* 1966 in Rheinbach) ist ein deutscher Philosoph. Er leitet das Deutsche Referenzzentrum für Ethik in den Biowissenschaften (DRZE) an der Rheinischen Friedrich-Wilhelms-Universität Bonn, wo er am Institut für Philosophie Professor für Philosophie ist. Zudem ist er Generalsekretär des  Europäischen Netzwerks der Forschungsethikkommissionen (EUREC).

## Akademische Ausbildung
Im Jahr 2013 habilitierte sich Lanzerath an der Philosophischen Fakultät der Universität Bonn mit der Schrift „Ethik als Lebenswissen. Über das normative Selbstverhältnis des Menschen angesichts eines verwissenschaftlichten Naturumgangs“ und erhielt die venia legendi für das Fach Philosophie. Zuvor war er 2011 Stipendiat der Akademie der Wissenschaften und der Künste des Landes Nordrhein-Westfalen im Rahmen eines Habilitationsstipendiums. 1998 wurde er mit der Dissertation Krankheit und ärztliches Handeln. Zur Funktion des Krankheitsbegriffs in der medizinischen Ethik zum Dr. phil. promoviert, gefördert durch die Deutsche Forschungsgemeinschaft (DFG). 1993 legte er das Staatsexamen in Philosophie, Biologie und Erziehungswissenschaften an der Universität Bonn ab; das Thema seiner Abschlussarbeit war Der Streit um die Einheit von menschlicher Natur und Person in der neueren bioethischen Diskussion. Von 1985 bis 1993 studierte er Biologie, Philosophie, Katholische Theologie und Erziehungswissenschaften an der Universität Bonn.

## Beruflicher Werdegang und Positionen
Dirk Lanzerath ist seit 2022 Professor (apl.) am Institut für Philosophie der Universität Bonn. Seit 2018 ist er zudem Honorarprofessor an der Hochschule Bonn-Rhein-Sieg für das Fach „Ethik, insbesondere Wissenschaftsethik“. Dort ist er Mitglied des Kollegiums am Zentrum für Ethik und Verantwortung. Zuvor war er von 2013 bis 2022 Privatdozent für Philosophie an der Philosophischen Fakultät der Universität Bonn. Im Jahr 2003 absolvierte er ein Summer Sabbatical als Visiting Scholar am Kennedy Institute of Ethics der Georgetown University in Washington DC (USA), wo er u. a. mit Tom Beauchamp im Austausch stand. Dessen Hauptwerk „Principles of Biomedical Ethics“ (zusammen mit James Childress) hat Lanzerath 2024 zusammen mit Aurélie Halsband in deutscher Sprache herausgegeben.
Seit 2002 ist Lanzerath Geschäftsführer des Deutschen Referenzzentrums für Ethik in den Biowissenschaften (DRZE), einer Arbeitsstelle der Akademie der Wissenschaften und der Künste des Landes Nordrhein-Westfalen sowie einer Zentralen wissenschaftlichen Einrichtung der Universität Bonn. Davor leitete er von 1998 bis 2002 die Wissenschaftliche Abteilung des DRZE. Seine akademische Laufbahn begann er als wissenschaftlicher Mitarbeiter am Philosophischen Seminar der Universität Bonn und anschließend am Institut für Wissenschaft und Ethik e.V., Bonn (1993–1998).

## Forschungsschwerpunkte
Lanzeraths wissenschaftliches Interesse liegt in der praktischen und angewandten Ethik, insbesondere in den Bereichen Bio-, Umwelt- und Technikethik sowie Wissenschafts- und Forschungsethik. Zudem hat er sich mit Wirtschaftsethik, der Ethik der künstlichen Intelligenz, dem Verhältnis von Wissenschaft und Lebenswelt, Theorien der Leidenschaften, Philosophie der Lebenswissenschaften sowie musikästhetischen Themen befasst. Philosophiehistorisch setzt er sich mit antiken und modernen tugendethischen Konzepten auseinander sowie den sich daraus ergebenden Möglichkeiten ein individuelles und gruppenspezifisches Ethos auszubilden.

## Gremien
Lanzerath ist in zahlreichen nationalen und internationalen Gremien aktiv. Seit 2024 ist er Vorsitzender der Ethikkommission der Johannes-Rau-Forschungsgemeinschaft in Nordrhein-Westfalen und seit 2025 Mitglied der Spezialisierten Ethik-Kommission für besondere Verfahren in der Arzneimittelforschung am Bundesinstitut für Arzneimittel und Medizinprodukte (BfArM).
Bereits seit 2007 ist er Mitglied der „Zentralen Kommission zur Wahrung ethischer Grundsätze in der Medizin und ihren Grenzgebieten“ bei der Bundesärztekammer (ZEKO); seit 2020 gehört er dort dem Vorstand an und ist in der Amtsperiode 2023–2025 stellvertretender Vorsitzender.
Seit 2012 ist er Vorstandsmitglied sowie Generalsekretär von EUREC (European Network of Research Ethics Committees).
Er ist seit 2023 Mitherausgeber der „Zeitschrift für medizinische Ethik“ und war 2017–2023 Mitglied des Wissenschaftlichen Beirats der Zeitschrift. Seit 2008 gehört Lanzerath dem Editorial Board der Zeitschrift „Research Ethics Review“ an. Von 2006 bis 2019 war er zudem Mitglied im „Review Board of UNESCO’s Global Ethics Observatory Database (GEObs)“.

## Mitgliedschaften
Er ist Mitglied der Deutschen Gesellschaft für Philosophie (DGPhil), der Gesellschaft Deutscher Naturforscher und Ärzte (GDNÄ) sowie des Verbands Biologie, Biowissenschaften und Biomedizin in Deutschland (VBIO).

## Publikationen (Auswahl)
(Quelle: )

### Monographien
- Synthetische Biologie. Naturwissenschaftliche, rechtliche und ethische Aspekte (Ethik in den Biowissenschaften – Sachstandsbericht des DRZE, 20), Freiburg i. Br. 2020 (zs. mit Bernd Giese, Liv Jaeckel). DOI: 10.23769/vka-2020-49053
- Humanbiobanken (Ethik in den Biowissenschaften – Sachstandsbericht des DRZE, 19), Freiburg i. Br. 2019 (zs. mit Thomas Illig, Inga Bernemann, Nils Hoppe et al.). DOI: 10.23769/vka-2020-49037
- Präimplantationsdiagnostik. Zentrale Fakten und Argumente (Analysen und Argumente, 85), Berlin 2010.
- Herausforderungen der Bioethik (Zukunftsforum Politik, 130), Berlin 2010.
- Biodiversität (Ethik in den Biowissenschaften – Sachstandsbericht des DRZE, 5), Freiburg i. Br. 2008 (zs. mit Wilhelm Barthlott, Tade Matthias Spranger, Jens Mutke et al.). DOI: 10.23769/vka-2020-48227
- Enhancement. Die ethische Diskussion über biomedizinische Verbesserungen des Menschen (Ethik in den Biowissenschaften – Sachstandsbericht des DRZE, 1), Bonn 2002 (zs. mit Michael Fuchs, Ingo Hillebrand, Thomas Runkel et al.).
- Buchbesprechung: Krankheiten und ärztliches Handeln. Zur Funktion des Krankheitsbegriffs in der medizinischen Ethik Freiburg i. Br. 2002. DOI: 10.1007/PL00007156
- Klonen. Stand der Forschung, ethische Diskussionen, rechtliche Aspekte („Zeitfragen“, Hrsg. von der Akademie für Technikfolgenabschätzung), Stuttgart 2001 (zs. mit Ingo Hillebrand). DOI: 10.18419/opus-8655

### Herausgeberschaften
- Tom L. Beauchamp, James F. Childress: Prinzipien der Bioethik, Baden-Baden 2024 (hrsg. zs. mit Aurélie Halsband, übersetzt von Julia Pelger). DOI: 10.5771/9783495998045
- Medizinische Forschung und COVID-19. Strukturelle Herausforderungen für Deutschland (Medizin-Ethik, 31), Münster 2024 (hrsg. zs. mit Sebastian Graf von Kielmansegg), ISBN 978-3-643-15392-0.
- Climate Justice. Ethical Aspects and Policy Aspects (Ethik in den Biowissenschaften – Sachstandsberichte des DRZE, 26), Freiburg i. Br., München 2023 (hrsg. zs. mit Marius Bartmann, Aurélie Halsband). DOI: 10.5771/9783495993798
- Die Generierung von künstlichen Keimzellen. Medizinische, rechtliche und ethische Aspekte (Ethik in den Biowissenschaften – Sachstandberichte des DRZE, 25), Freiburg i. Br., München 2023 (hrsg. zs. mit Aurélie Halsband). DOI: 10.5771/9783495993958
- Bildgebung in den Neurowissenschaften. Medizinische, rechtliche und ethische Aspekte (Ethik in den Biowissenschaften – Sachstandsberichte des DRZE, 24), Freiburg i. Br., München 2023 (hrsg. zs. mit Dieter Sturma). DOI: 10.5771/9783495997918
- Demenz. Naturwissenschaftliche, rechtliche und ethische Aspekte (Ethik in den Biowissenschaften – Sachstandsberichte des DRZE, 23), Freiburg i. Br., München 2022 (hrsg. zs. mit Dieter Sturma). DOI: 10.5771/9783495999370
- Bioeconomy and Sustainability. Perspectives from Natural and Social Sciences, Economics and Ethics, New York, Heidelberg 2022 (hrsg. zs. mit Ulrich Schurr, Christina Pinsdorf, Mandy Stake). DOI: 10.5771/9783495999615
- Big Data in der Medizin. Konzeptionelle, rechtliche und ethische Aspekte (Ethik in den Biowissenschaften – Sachstandsberichte des DRZE, 22), Freiburg i. Br., München 2020 (hrsg. zs. mit Dieter Sturma). DOI: 10.23769/vka-2020-49191
- Ethics of Research Involving Minors. A European Perspective (Medizin-Ethik, 29), Münster 2018.
- Forschungsethik und klinische Forschung. Zur Debatte um die EU-Verordnung zu klinischen Studien, Münster 2016.

### Artikel in Fachzeitschriften und Sammelbänden
- Access and Benefit-Sharing. Gesundheitsdaten in der medizinischen Forschung nutzen. In: Zeitschrift für medizinische Ethik 71 (2025), 53-69. DOI: 10.30965/29498570-20250108
- Planetary Health und Bioethik. In: Zeitschrift für medizinische Ethik 71 (2025), 102-108. DOI: 10.30965/29498570-20250110

- Die Inklusion nichtmenschlicher Lebensformen in eine Ethik als Lebenswissen. In: Martin Barth, Gregor Maria Hoff (Hrsg.), Umweltethik in christlicher Perspektive (Grenzfragen, 47), Baden-Baden 2024, 149-180. DOI: 10.5771/9783495992852-149
- Vertrauen in Wissenschaft und Forschung. Hohe Ansprüche in Krisenzeiten. In: Dirk Lanzerath, Sebastian Graf von Kielmansegg (Hrsg.), Medizinische Forschung und COVID-19. Strukturelle Herausforderungen für Deutschland     (Medizin-Ethik, Medical Ethics 31), Münster 2024, 113-130 (zs. mit Sebastian Graf von Kielmansegg). URL: https://lit-verlag.de/isbn/978-3-643-15392-0

- Digitale Neufassung des Menschen? Ein Essay über fragmentierte Identitäten und Freundschaftsalgorithmen. In: Martin Barth, Gregor Maria Hoff (Hrsg.), Digitale Welt – Künstliche Intelligenz – Ethische Herausforderungen (Grenzfragen, 46), Freiburg, München 2023, 145-171. DOI: 10.5771/9783495994177-145
- Ethische     Aspekte der Tierbiotechnologie. In: Heiner Niemann, Christine Wrenzycki (Hrsg.), Biotechnologie bei Nutztieren 2. Aufkommende Züchtungstechnologien, Cham 2023, 281-304. DOI: 10.1007/978-3-031-26042-1_12
- Künstliche Intelligenz in der Medizin. In: Medizinrecht 41 (2023), 259–264 (zs. mit Bert Heinrichs, Cornelia R. Karger, Katrin Heyl et al.). DOI: 10.1007/s00350-023-6432-x
- Research Ethics and Research Ethics Committees in Europe. In: Thomas Zima, David N. Weisstub (Hrsg.), Medical Research Ethics. Challenges in the 21st Century. (PHME, 132), Cham 2023, 423-439. DOI: 10.1007/978-3-031-12692-5_22

- Ethos der Wissenschaften und der modernen Lebenswelt. In: Katherina Miller, Milena Valeva, Julia Prieß-Buchheit (Hrsg.), Verlässliche Wissenschaft. Bedingungen, Analysen, Reflexionen. Darmstadt 2022.
- Transformationen der Natur. Naturethische Aspekte zur Biotechnik. In: Dieter Sturma (Hrsg.), Natur, Ethik und Ästhetik. (ethica, 36), 2022, 301-352. DOI: 10.30965/9783969752470_013